# Nedre Stugsjön
Nedre Stugsjön är en sjö i Ljusdals kommun i Hälsingland och ingår i Ljusnans huvudavrinningsområde. Sjön har en area på 0,293 kvadratkilometer och ligger 289 meter över havet. Sjön avvattnas av vattendraget Rossån.

## Delavrinningsområde
Nedre Stugsjön ingår i det delavrinningsområde (683148-149980) som SMHI kallar för Utloppet av Nedre Stugsjön. Medelhöjden är 316 meter över havet och ytan är 3,47 kvadratkilometer. Räknas de 8 avrinningsområdena uppströms in blir den ackumulerade arean 31,31 kvadratkilometer. Rossån som avvattnar avrinningsområdet har biflödesordning 3, vilket innebär att vattnet flödar genom totalt 3 vattendrag innan det når havet efter 103 kilometer. Avrinningsområdet består mestadels av skog (61 procent) och sankmarker (11 procent). Avrinningsområdet har 0,29 kvadratkilometer vattenytor vilket ger det en sjöprocent på 8,4 procent.